# サッカー南オセチア代表
サッカー南オセチア代表（サッカーみなみオセチアだいひょう）は、南オセチアサッカー連盟により編成される南オセチアのサッカーのナショナルチームである。南オセチア代表は、FIFA及び、AFCに加盟していないため、ワールドカップ、AFCアジアカップに参加できず、他のチームとの対戦も、国際Aマッチとは認められない。
2013年に長年の夢だった代表チームが結成された。ConIFA会員にもなり、9月23日にアブハジアと初試合を行った（アブハジアの首都・スフミで試合を行い、0-3で敗れた）。
そして、2014年に開催されたConIFAワールドフットボール・カップに参戦した（代表にとって初めての国際大会デビューとなった）。グループリーグでダルフールに19-0と圧勝し、初勝利を挙げた。続くパダーニャに1-3と敗れるものの2位で決勝トーナメント進出。決勝トーナメント初戦（準々決勝）では因縁の相手・アブハジアに0-0（PK戦2-0）で勝ったが、準決勝ではカウンテア・デ・ニッサに0-3と完敗。3位決定戦でもアラメア・スルヨエに1-4で敗れ、4位（12チーム中）で大会を終えた。
高いスキルを生かした、パスサッカー主体の戦術が特徴である。